# Prittwitzia hymenaea
Prittwitzia hymenaea är en fjärilsart som beskrevs av Prittwitz 1865. Prittwitzia hymenaea ingår i släktet Prittwitzia och familjen praktfjärilar. Inga underarter finns listade i Catalogue of Life.